# Hilbertalgebra
Hilbertalgebren werden im mathematischen Teilgebiet der Funktionalanalysis untersucht. Es handelt sich um Algebren mit einer zusätzlichen Prä-Hilbertraum-Struktur, woraus sich der Name Hilbertalgebra erklärt. Auf der Vervollständigung lassen sich Von-Neumann-Algebren konstruieren, was letztlich zu einer Charakterisierung der semiendlichen Von-Neumann-Algebren führt.
Eine Verallgemeinerung dieser Konstruktion, die für jede Von-Neumann-Algebra gilt, führt zum Begriff der verallgemeinerten Hilbertalgebra und ist Ausgangspunkt der Tomita-Takesaki-Theorie.

## Definitionen
Eine Hilbertalgebra ist eine assoziative Algebra {\displaystyle A} über dem Körper {\displaystyle \mathbb {C} } der komplexen Zahlen zusammen mit einer Involution {\displaystyle x\mapsto x^{*}} und einem Skalarprodukt {\displaystyle \langle \cdot |\cdot \rangle }, das {\displaystyle A} zu einem Prä-Hilbertraum macht, so dass folgende Bedingungen erfüllt sind:
- {\displaystyle \langle x|y\rangle =\langle y^{*}|x^{*}\rangle } für alle {\displaystyle x,y\in A}
- {\displaystyle \langle xy|z\rangle =\langle y|x^{*}z\rangle } für alle {\displaystyle x,y,z\in A}
- Für jedes {\displaystyle x\in U} ist die Abbildung {\displaystyle A\rightarrow A,\,y\mapsto xy} stetig in der durch das Skalarprodukt definierten Normtopologie.
- Aus {\displaystyle \langle xy|z\rangle =0} für alle {\displaystyle x,y\in A} folgt {\displaystyle z=0}.

Im Folgenden sei {\displaystyle H} der Hilbertraum, der sich als Vervollständigung von {\displaystyle A} ergibt.
Aus der ersten Bedingung folgt, dass sich die Involution zu einer stetigen, konjugiert linearen Abbildung {\displaystyle J:H\rightarrow H} fortsetzt, für die
{\displaystyle J^{2}=\mathrm {id} _{H}} und {\displaystyle \langle Jx|Jy\rangle =\langle y|x\rangle } für alle {\displaystyle x,y\in H}
gilt, man nennt {\displaystyle J} die kanonisch durch {\displaystyle A} definierte Involution auf {\displaystyle H}.
Die Abbildungen {\displaystyle y\mapsto xy} und {\displaystyle y\mapsto yx} setzen sich für jedes {\displaystyle x\in A} zu stetigen linearen Operatoren {\displaystyle U_{x}:H\rightarrow H} und {\displaystyle V_{x}:H\rightarrow H} fort, so dass gilt:
{\displaystyle x\mapsto U_{x}} ist ein involutiver Homomorphismus
{\displaystyle x\mapsto V_{x}} ist ein involutiver Antiomomorphismus
{\displaystyle U_{x}V_{y}=V_{y}U_{x}} für alle {\displaystyle x,y\in A}
{\displaystyle JU_{x}J=V_{x^{*}}} und {\displaystyle JV_{x}J=U_{x^{*}}} für alle {\displaystyle x\in A}
Die abgeschlossenen Hüllen bzgl. der schwachen Operatortopologie von {\displaystyle \{U_{x}|x\in A\}} und {\displaystyle \{V_{x}|x\in A\}} werden mit {\displaystyle U=U(A)} und {\displaystyle V=V(A)} bezeichnet und heißen die links-assoziierte bzw. rechts-assoziierte Von-Neumann-Algebra zu {\displaystyle A}. Zum Nachweis, dass es sich tatsächlich um Von-Neumann-Algebren handelt, insbesondere dass diese Algebren die Identität {\displaystyle \mathrm {id} _{H}} enthalten, benötigt man die vierte Bedingung obiger Definition.
Man nennt eine Von-Neumann-Algebra eine Standard-von-Neumann-Algebra, wenn sie von der Form {\displaystyle U(A)=} ist.

## Beispiel
Die H*-Algebra {\displaystyle A} der Hilbert-Schmidt-Operatoren auf einem Hilbertraum {\displaystyle H} ist eine Hilbertalgebra. Bezeichnet {\displaystyle {\overline {H}}} den konjugierten Hilbertraum, so ist {\displaystyle A} isomorph zum  Hilbertraum-Tensorprodukt {\displaystyle {\overline {H}}\otimes H}. Für {\displaystyle \xi ,\eta \in H} ist {\displaystyle \xi \otimes \eta } der eindimensionale Operator {\displaystyle H\rightarrow H,(\xi \otimes \eta )\zeta :=\langle \zeta ,\eta \rangle \xi }, wenn das Skalarprodukt in der ersten Komponente linear und in der zweiten konjugiert linear ist. Dann ist
{\displaystyle (\xi _{1}\otimes \eta _{1})(\xi _{2}\otimes \eta _{2})\zeta =(\xi _{1}\otimes \eta _{1})(\langle \zeta ,\xi _{2}\rangle \eta _{2})=\langle \zeta ,\xi _{2}\rangle \langle \eta _{2},\xi _{1}\rangle \eta _{1}=\langle \eta _{2},\xi _{1}\rangle (\xi _{2}\otimes \eta _{1})\zeta }
und daher
{\displaystyle (\xi _{1}\otimes \eta _{1})(\xi _{2}\otimes \eta _{2})=\langle \eta _{2},\xi _{1}\rangle (\xi _{2}\otimes \eta _{1})},
also
{\displaystyle U_{\xi _{1}\otimes \eta _{1}}(\xi _{2}\otimes \eta _{2})=\langle \eta _{2},\xi _{1}\rangle (\xi _{2}\otimes \eta _{1})=\xi _{2}\otimes (\langle \xi _{1},\eta _{2}\rangle \eta _{1})}
{\displaystyle =\xi _{2}\otimes ((\xi _{1}\otimes \eta _{1})\eta _{2})=(\mathrm {id} _{H}{\overline {\otimes }}(\xi _{1}\otimes \eta _{1}))(\xi _{2}\otimes \eta _{2})},
wobei das mit dem Querstrich bezeichnete Tensorprodukt das Tensorprodukt für Von-Neumann-Algebren sei.
Daraus liest man
{\displaystyle U(A)=\mathbb {C} \cdot 1_{\overline {H}}\,{\overline {\otimes }}\,L(H)}
ab, denn die Linearkombinationen aus den eindimensionalen Operatoren {\displaystyle \xi _{1}\otimes \eta _{1}} liegen dicht in den jeweiligen Algebren.

## Semiendliche Von-Neumann-Algebren
Die Von-Neumann-Algebren, die als links-assoziierte Von-Neumann-Algebren von Hilbertalgebren auftreten, sind genau die semiendlichen Von-Neumann-Algebren.  Ist {\displaystyle A} eine Hilbertalgebra, so ist durch {\displaystyle \phi (U_{a}^{*}U_{a}):=\langle a|a\rangle } eine semiendliche, normale, treue Spur gegeben, die {\displaystyle U(A)} zu einer semiendlichen Von-Neumann-Algebra macht. Ist umgekehrt {\displaystyle U} eine semiendliche Von-Neumann-Algebra mit einer solchen Spur, so ist {\displaystyle A:=\{a\in U|\phi (a^{*}a)<\infty ,\phi (aa^{*})<\infty \}} mit dem durch {\displaystyle \langle a|b\rangle :=\phi (b^{*}a)} definierten Skalarprodukt eine Hilbertalgebra, deren links-assoziierte Von-Neumann-Algebra zu {\displaystyle U} isomorph ist.

## Verallgemeinerte Hilbertalgebra
Eine verallgemeinerte Hilbertalgebra ist eine assoziative Algebra {\displaystyle A} über dem Körper {\displaystyle \mathbb {C} } der komplexen Zahlen zusammen mit einer Involution {\displaystyle x\mapsto x^{*}} und einem Skalarprodukt {\displaystyle \langle \cdot |\cdot \rangle }, das {\displaystyle A} zu einem Prä-Hilbertraum macht, so dass folgende Bedingungen erfüllt sind:
- Die Abbildung {\displaystyle x\mapsto x^{*}} ist ein abschließbarer, konjugiert-linearer Operator in der Vervollständigung {\displaystyle H}.
- {\displaystyle \langle xy|z\rangle =\langle y|x^{*}z\rangle } für alle {\displaystyle x,y,z\in A}
- Für jedes {\displaystyle x\in U} ist die Abbildung {\displaystyle A\rightarrow A,\,y\mapsto xy} stetig in der durch das Skalarprodukt definierten Normtopologie.
- Aus {\displaystyle \langle xy|z\rangle =0} für alle {\displaystyle x,y\in A} folgt {\displaystyle z=0}.[5]

Verallgemeinerte Hilbertalgebren werden auch links-Hilbertalgebren genannt.
Hilbertalgebren sind verallgemeinerte Hilbertalgebren. Dazu muss man zeigen, dass die Abbildung {\displaystyle A\rightarrow A}, {\displaystyle x\mapsto x^{*}} abschließbar ist, das heißt aus {\displaystyle x_{n}\rightarrow 0} und {\displaystyle x_{n}^{*}\rightarrow z} bereits {\displaystyle z=0} folgt. Für jedes {\displaystyle y\in A} folgt unter Anwendung der ersten definierenden Eigenschaft einer Hilbertalgebra
{\displaystyle \langle z,y\rangle =\lim _{n\to \infty }\langle x_{n}^{*},y\rangle =\lim _{n\to \infty }\langle y^{*},x_{n}\rangle =\langle y^{*},0\rangle =0}
und daher {\displaystyle z=0}, denn {\displaystyle y\in A} war beliebig, das heißt {\displaystyle z} steht senkrecht auf einer dichten Teilmenge der Vervollständigung.
Wie oben setzen sich die Abbildungen {\displaystyle y\mapsto xy} zu Operatoren {\displaystyle U_{x}} auf {\displaystyle H} fort, ihre schwach-abgeschlossene Hülle bildet die links-assoziierte Von-Neumann-Algebra von {\displaystyle A}. Der Abschluss {\displaystyle S} der Abbildung {\displaystyle x\mapsto x^{*}} heißt Sharp-Operator, weshalb die Involution von vielen Autoren mit dem Sharp-Zeichen # geschrieben wird. Seine Polarzerlegung {\displaystyle \textstyle S=J\Delta } führt zu den Formeln, die im Artikel zur Tomita-Takesaki-Theorie beschrieben sind.
Eine beliebige Von-Neumann-Algebra {\displaystyle U} hat ein treues, normales, semiendliches Gewicht {\displaystyle \omega }. Dann ist
{\displaystyle A:=\{a\in U|\,\omega (a^{*}a)<\infty ,\omega (aa^{*})<\infty \}}
eine verallgemeinerte Hilbertalgebra, deren links-assoziierte Von-Neumann-Algebra zu {\displaystyle U} isomorph ist.